# Cybocephalus schwarzi
Cybocephalus schwarzi là một loài bọ cánh cứng trong họ Cybocephalidae. Loài này được Champion mô tả khoa học năm 1913.